# John Hamilton (ärkebiskop)
John Hamilton, född omkring 1511, död 1571, var en skotsk ärkebiskop, oäkta, sedermera legitimerad, son till James Hamilton, 1:e earl av Arran, halvbror till James Hamilton, 2:e earl av Arran.
Hamilton, som 1543 blev sigillbevarare och 1546 ärkebiskop av Saint Andrews, utfärdade 1552 den så kallade "Hamiltons katekes", förföljde protestanterna och gynnade giftermålet mellan Maria Stuart och Bothwell genom att 1567 förklara den senare skild från hans första hustru. Hamilton ansågs ha vetat af mordanslagen mot Darnley och var delaktig i mordet på regenten Moray. Regenten Lennox lät hänga honom i hans ämbetsdräkt i Stirling.